# Piet De Groote

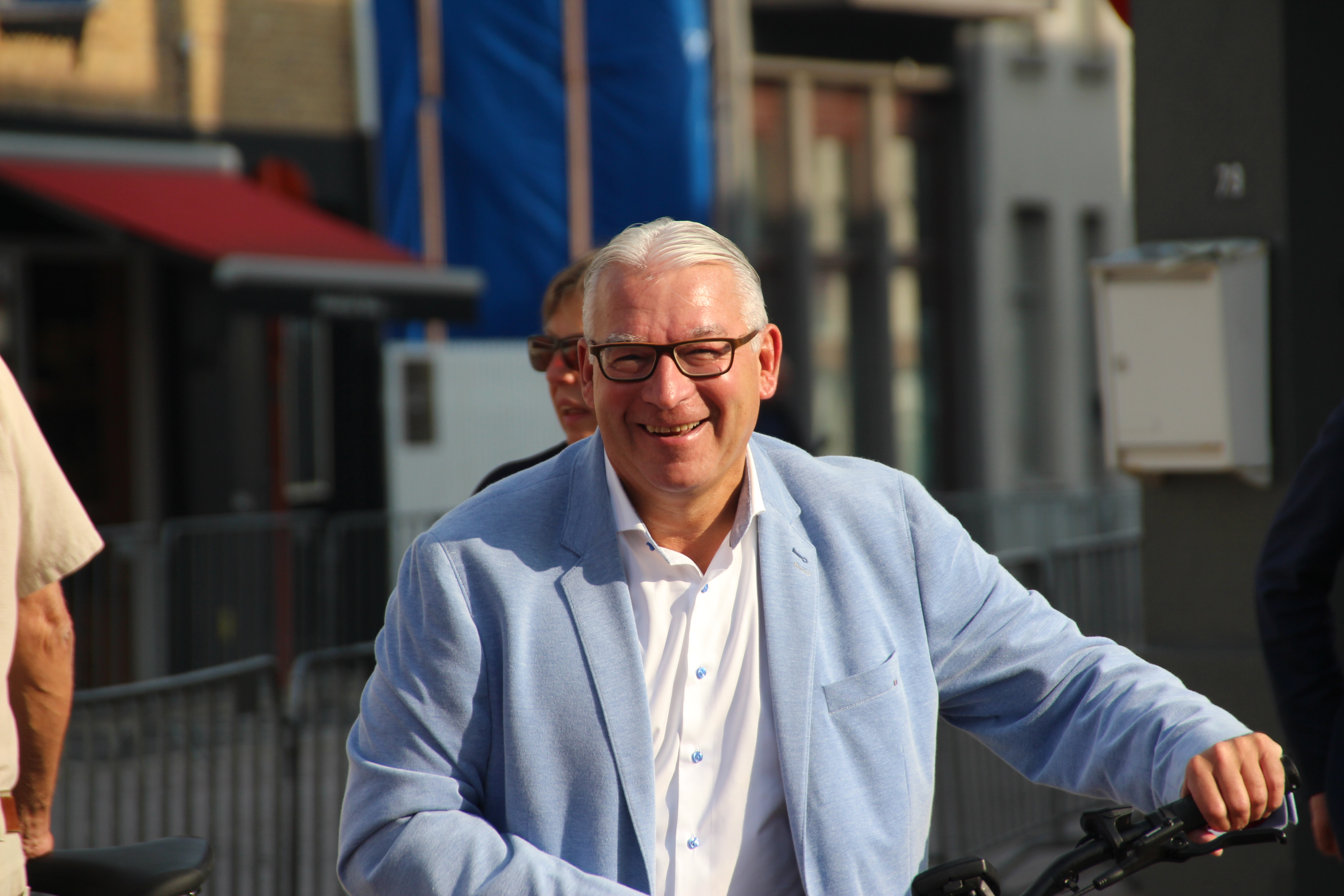
Piet De Groote, burgemeester Knokke-Heist

Piet De Groote (Knokke, 14 april 1966) is een Belgisch advocaat en politicus. Van 2021 tot 2023 was hij burgemeester van de West-Vlaamse kustgemeente Knokke-Heist. Hij was lid van de lokale partij Gemeentebelangen.

## Levensloop
Piet De Groote is de zoon van Joseph De Groote (1938-2020), die gemeenteraadslid en schepen van Knokke-Heist was. Hij liep school aan het Sint-Jozefinstituut in Heist en het Sint-Leocollege in Brugge en studeerde rechten aan de Rijksuniversiteit Gent (1992). Beroepshalve is hij advocaat.
Hij werd in 2005 OCMW-raadslid van Knokke-Heist. Hij kwam voor het eerst op tijdens de gemeenteraadsverkiezingen van 2006 op de lijst van de lokale partij Gemeentebelangen. In januari 2007 werd hij schepen bevoegd voor personeel en tewerkstelling. In 2013 kwamen daar technische diensten en patrimonium bij. In mei 2014 werd hij tweede schepen en in januari 2017 werd hij eerste schepen en werden basisonderwijs en kunstonderwijs aan zijn takenpakket toegevoegd. In maart 2021 volgde hij de overleden Leopold Lippens als burgemeester van Knokke-Heist op.
Op 30 september 2023 kwam de politieke meerderheidspartij Gemeentebelangen, waar De Groote deel van uitmaakt, tot de beslissing om niet met hem verder te gaan als lijsttrekker in 2024. Enkele dagen later publiceerde Gemeentebelangen een open brief zonder zijn handtekening. Daarna nam hij ontslag als burgemeester én uit de partij. Als opvolger werd Jan Morbee aangewezen.
Dit in het kader van de politieke storm in de loop van 2023 in het gemeentebestuur van Knokke-Heist rond schepen Demeyere. De Groote, die de omstreden schepen Demeyere altijd verdedigde, lag al eventjes onder vuur.
De Groote is vicevoorzitter van voetbalclub KFC Heist, waarvan hij tevens oud-speler is.